# Línea D2 (Córdoba)
Línea D2 es una línea de transporte urbano de pasajeros de la ciudad de Córdoba, Argentina. El servicio está actualmente operado por la empresa Transporte Automotor Municipal Sociedad del Estado - U.T.E.. 

## Recorrido
Desde C.P.C. Empalme hasta Área Central. 
 Servicio diurno.
- Ida: desde Watt y Vucetich; Av. Sabattini, Bajada Pucará, Bv. Perón, San Jerónimo, 27 de Abril, M.T. de Alvear, Bolivar, hasta Jujuy y Deán Funes.

- Regreso: desde Deán Funes y Jujuy, Av. Colón, Av. Olmos, Bvar. Guzmán, Bvar. Pte. Perón, Bajada Pucará, Av. Sabattini, av. Vucetich y Watt. Frecuencia: 14 minutos.